# Aeroporto Internacional Bole
O Aeroporto Internacional de Addis Abeba Bole (em amárico: አዲስ አበባ ቦሌ ዓለም አቀፍ አውሮፕላን ማረፊያ) serve a cidade de Addis Abeba, na Etiópia. O aeroporto está na zona de Bole, 18 km a leste de Addis Abeba e 65 km a norte de Debre Zeyit. Anteriormente conhecido como Aeroporto Internacional Haile Selassie, é a principal base de operações de Ethiopian Airlines, a linha aérea de bandeira que efetua voos a destinos de Etiópia e África, assim como voos diretos para a Ásia, Europa, América do Norte e América do Sul. Também conta com voos de bmi, EgyptAir, Emirates Airlines, KLM, Lufthansa, Sudan Airways e Turkish Airlines. 
O Aeroporto Internacional Bole é o quinto aeroporto com mais movimento de África depois do Aeroporto Internacional Oliver Tambo, o Aeroporto Internacional de Cairo, o Aeroporto Internacional da Cidade do Cabo e o Aeroporto Internacional de Sharm el-Sheikh (2008).

## Linhas Aéreas e Destinos

Destinos que saem do aeroporto.

| Airlines                 | Destinations | Terminal |
| ------------------------ | --- | -------- |
| ASKY Airlines            | Brazzaville |          |
| BMI                      | Amman, London-Heathrow | 1        |
| Daallo Airlines          | Djibouti, Hargeisa | 1        |
| Djibouti Airlines        | Djibouti | 2        |
| EgyptAir                 | Cairo | 1        |
| Emirates                 | Dubai, Entebbe | 1        |
| Ethiopian Airlines (HUB) | Abidjan, Abuja, Accra, Arba Minch, Asmara, Asosa, Axum, Awasa, Bahir Dar, Bahrain, Bamako, Bangkok-Suvarnabhumi, Beica, Beijing-Capital, Beirute, Brazzaville, Bruxelas, Buenos Aires (Inicia em 08/03/18), Bujumbura, Cairo, Conakry, Dakar, Dar es Salaam, Delhi, Dembidolo, Dessie, Djibouti, Dire Dawa, Douala, Dubai, Entebbe, Frankfurt, Gambela, Gode, Gore, Guangzhou, Harare, Hong Kong, Inda Selassie, Jeddah, Jijiga, Jimma, Jinka, Joanesburgo, Kabri Dar, Khartoum, Kigali, Kilimanjaro, Kinshasa, Lagos, Lalibela, Libreville, Lilongwe, Lomé, London-Heathrow, Luanda, Lubumbashi, Lusaka, Mekane Selam, Mek'ele, Mizan Teferi, Mombasa, Monrovia, Mumbai, Nairobi, Ndjamena, Ouagadougu, Paris-Charles de Gaulle, Roma-Fiumicino, Riyadh, São Paulo, Shilavo, Stockholm-Arlanda, Tel Aviv, Tippi, Tokyo (Narita), Viena, Washington-Dulles, Zanzibar | 2        |
| Gulf Air                 | Bahrein |          |
| Kenya Airways            | Djibouti, Nairobi | 2        |
| KLM                      | Amsterdam | 1        |
| Lufthansa                | Frankfurt | 1        |
| Saudi Arabian Airlines   | Jeddah, Riyadh | 1        |
| Sudan Airways            | Khartoum | 1        |
| Turkish Airlines         | Istanbul-Ataturk | 1        |
| Yemenia                  | Sana'a | 1        |